# Копонангер
Копонангер (горномар. Копонӓнгӹр) — деревня в Горномарийском районе Республики Марий Эл. Входит в состав Усолинского сельского поселения.

## География
Находится в юго-западной части республики Марий Эл на расстоянии приблизительно 8 км на юг-юго-восток от районного центра города Козьмодемьянск.

## История
Упоминается с 1859 года как околодок Копонангер с 16 дворами (65 жителей). В 1897 году в нём было 23 двора (118 человек), а в 1915 г. — 25 дворов (26 домов) с населением в 132 чел. В 1889 году здесь было 22 двора (98 жителей), в 1920 28 дворов (122 чел.). В 1925 г. проживали 120 чел., а в 1929 г. было 25 дворов с населением в 123 чел. В 2001 году оставалось 19 дворов. В советское время работали колхозы «Сотыш лакмаш» («Выход к свету»), им. Лысенко и им. Ленина.

## Население
Население составляло 40 человек (горные мари 92 %) в 2002 году, 31 в 2010.